# Resolutie 280 Veiligheidsraad Verenigde Naties
Resolutie 279 van de Veiligheidsraad van de Verenigde Naties werd aangenomen op 19 mei 1970 met elf vóórstemmen, geen tegenstemmen en vier onthoudingen van Colombia, Nicaragua, Sierra Leone en de Verenigde Staten. De resolutie veroordeelde de aanval van Israël in Zuidelijk Libanon een week eerder.

## Achtergrond
Libanon had niet deelgenomen aan de Zesdaagse Oorlog tussen Arabische landen en Israël. In het land bevonden zich wel veel Palestijnen in vluchtelingenkampen. In 1968 begon de Palestijnse Bevrijdingsorganisatie (PLO) vanuit Libanon aanvallen uit te voeren op Israël. Dat vergold deze aanvallen met aanvallen op dorpen in Libanon.
Tussen 22 april en 10 mei 1970 waren bij een reeks aanvallen vanuit Libanon op Israël acht doden gevallen. Op 12 mei viel het Israëlisch leger Zuid-Libanon binnen en nam verschillende dorpen met artillerie en luchtbombardementen onder vuur. Diezelfde dag eiste de Veiligheidsraad middels resolutie 279 dat Israël zich onmiddellijk zou terugtrekken, wat in de ochtend van 13 april gebeurde. Drie burgers en zeven Libanese soldaten waren omgekomen.

## Inhoud
De Veiligheidsraad had de agenda in document S/Agenda/1537 overwogen, en kennisgenomen van de brieven van de vertegenwoordigers van Libanon en Israël.
De Veiligheidsraad hoorde de verklaringen van de vertegenwoordigers van Libanon en Israël, en was erg bezorgd om de verergerende situatie door schendingen van de resoluties van de Veiligheidsraad.
De Veiligheidsraad herinnerde aan de resoluties 262 en 270.
De Veiligheidsraad was ervan overtuigd dat de Israëlische aanval op Libanon grootschalig en voorbedacht was.
De Veiligheidsraad herinnerde aan de eis tot terugtrekking in resolutie 279.
De Veiligheidsraad betreurde dat Israël de resoluties 262 en 270 naast zich neerlegde, en veroordeelde Israël voor de voorbedachte militaire actie die het Handvest van de Verenigde Naties schond. De Veiligheidsraad verklaarde dat dergelijke acties niet konden worden getolereerd en dat verdere stappen of maatregelen zouden worden overwogen bij herhaling.
De Veiligheidsraad betreurde de doden en de schade als gevolg van het schenden van zijn resoluties.
Lijst ·  276 ·  277 ·  278 ·  279 ·  280 ·  281 ·  282 ·  283 ·  284 ·  285 ·  286 ·  287 ·  288 ·  289 ·  290 ·  291